# Юкатанский виреон
Юкатанский виреон (лат. Vireo magister) — вид воробьинообразных птиц из семейства виреоновых. Выделяют четыре подвида, два из которых являются островными.

## Распространение
Обитают на территории Белиза, Гондураса, Мексики, а также на Большом Каймане. Существует хорошо задокументированное наблюдение 1984 года на High Island, Техас, но оно остается единственным на территории США.

## Описание
Длина тела 14,5—15,5 см. У этих птиц крепкий крючковатый клюв серого цвета, более светлый у основания. Корона тускло-серая, над глазом белая «бровь». Оперение более тусклое, чем у близкого вида Vireo olivaceus.
МСОП присвоил виду охранный статус LC.